# شاپرک سرسفید
شاپرک سرسفید (نام علمی: Coleophora leucocephala) نام یک گونه از سرده غلاف‌دارها است.